# Laureano Villa
Laureano Antonio Villa Suárez (ur. 7 stycznia 1995 w Murcji) – znany jako Toni, hiszpański piłkarz występujący na pozycji pomocnika w Girona FC.